# Duncan MacKinnon
Duncan Mackinnon (29. september 1887 – 9. oktober 1917) var en britisk roer som deltog i OL 1908 i London.
Mackinnon blev olympisk mester i roning under OL 1908 i London. Han vandt firer uden styrmand sammen med Collier Cudmore, James Angus Gillan og John Somers-Smith. Mandskabet repræsenterede Magdalen College B.C.
Mackinnon tjenestegjorde som løjtnant ved Scots Guards og han døde under 3.Ypres under Første verdenskrig.